# 玉砕メランコリィ
「玉砕メランコリィ」（ぎょくさいめらんこりぃ）は、日本のヴィジュアル系バンド、R指定が2009年4月1日に発売した、通算2枚目のシングル。

## 概要
前作「親不孝通りは今日も雨。」から、3か月ぶりのリリースとなった。初回限定盤には、表題曲「玉砕メランコリィ」のミュージック・ビデオが収録されたDVDが封入されている。

## 収録曲

### CD
1. 玉砕メランコリィ
ライブ・ビデオ集『映像盤。参』には、ツアー『R-shitei oneman tour 2013 世界の終わり』の2013年7月21日のZepp DiverCity Tokyo公演のライブ映像が収録されている。本楽曲のミュージック・ビデオは本作の他、ビデオ・クリップ集『裏映像盤。』にも収録。
2. 東京哀歌
3. サクラチレバ

### 初回限定盤 DVD
1. 玉砕メランコリィ PV

## 収録アルバム
- 『人間失格』(#1)

## 収録映像作品
- ミュージックビデオ『裏映像盤。』(#1)
- ライブ映像『映像盤。参』(#1)